# Astronom (operetka)
Astronom (niem.: Der Sterngucker) – operetka Franza Lehára w trzech aktach z 1915 roku. Premiera miała miejsce 14 stycznia 1916 roku w Wiedniu w Theater in der Josefstadt. Libretto zostało napisane przez Fritza Löhnera-Bedę.

## Historia powstania utworu
Po kilku miesiącach zamieszania związanego z wybuchem wojny przyjaciele i zarazem rywale Lehára powrócili do normalnej pracy odnosząc nawet sukcesy. On sam od początku wojny niczego nie stworzył. Tymczasem publiczność czekała na "nowego Lehára". W tej sytuacji kompozytor skorzystał z libretta przyniesionego mu przez Fritza Löhnera-Bedę, energicznego prawnika i germanistę z północnych Czech, cieszącego się w Wiedniu popularnością dzięki swym ciętym, satyrycznym wierszom, publikowanym w prasie. Niestety libretto sprawiło mu zawód.

## Treść
Tytuł metaforycznie określa młodzieńca chodzącego z głową w chmurach, zapatrzonego w rzeczy wzniosłe, który nie dostrzega tego co dzieje się na ziemi. Gdy wreszcie dostrzega, że istnieje coś takiego jak miłość, zakochuje się w trzech dziewczętach jednocześnie. Jego lokaj sprytnym figlem uwalnia go od dwóch z nich, trzecia jednak nie daje za wygraną.

## Losy sceniczne
Ponieważ Lehár był w tym czasie w nie najlepszych stosunkach z dyrektorem Theater an der Wien, Karczagiem, premierę przyrzekł Theater in der Josefstadt prowadzonemu przez Josefa Jarno (brata Georga autora Krysi leśniczanki). Był to teatr dramatyczny i Jarno musiał z okazji premiery zaangażować Louisa Treumanna i Louise Kartousch oraz orkiestrę. Być może ze względów oszczędnościowych Lehár zrezygnował z wielkich finałów i rozbudowanej obsady instrumentalnej, idąc w kierunku komedii muzycznej, gatunku, który zrobił karierę w kryzysowych latach 20.
Premierę 14 stycznia 1916 roku przyjęto raczej chłodno, przy czym opinia prasy była tym razem zgodna z reakcją publiczności. Można było niepowodzenie tłumaczyć warunkami wojennymi, gdyby nie wcześniejszy sukces Księżniczki czardasza Kálmána i entuzjastyczne przyjęcie mającego premierę 15 stycznia 1916 roku Domku trzech dziewcząt Heinricha Bertégo. Przyjaciel Lehára, Willner, starał się jeszcze wskrzesić Astronoma przerabiając libretto. Lehár poprawił partyturę, przeprosił się z Karczagiem i w nowej reżyserii, scenografii i obsadzie sztuka została ponownie wystawiona 27 września w Theater an der Wien. Niestety i tym razem poniosła klęskę. Z trudem przetrwała do wiosny 1918 roku osiągając 77 przedstawień. Ponowna premiera zbiegła się ze śmiercią 86-letniego cesarza Franciszka Józefa i narodową żałobą.

## Taniec LibelliiGigolette
W 1922 roku zwrócił się do Lehára Carlo Lombardo dyrektor mediolańskiego Teatro Lirico, szukający w Wiedniu nowości dla swojej sceny. Kompozytor zaproponował mu wówczas Astronoma. Lombardo uznał, że libretto można będzie we włoskiej wersji ulepszyć, a muzyka w zasadzie mu się spodobała. Kiedy jeszcze Lehár przyrzekł, że dokomponuje ze dwa numery w nowocześniejszym stylu, zdecydował się na zakup operetki. W nowej wersji, zatytułowanej Taniec Libelli (La danza delle Libellule), sztuka opowiada o przygodach księcia de Nancy z trzema dziewczętami Heleną, Tou-Tou i Charlottą. Premiera miała miejsce 3 maja 1922 roku i bardzo spodobała się włoskiej publiczności. Została potem przełożona na angielski i pod tytułem Trzy Gracje (The Three Graces) była z powodzeniem wystawiana w Anglii. Ostatecznie powróciła też do Wiednia, by odnieść sukces jako Libellentanz. W tym czasie świat śpiewał dokomponowaną dla Lombarda piosenkę Gigolette - nowy wielki przebój Lehára. Tak wielki, że gdy Lombardo ponownie wystawiał w Teatro Lirico operetkę w grudniu 1926 roku nadał jej tytuł Gigolette.